# Sehradice
Sehradice ist eine Gemeinde in Ostmähren im Zlínský kraj in Tschechien. Sie liegt im Süden der Mährischen Walachei im Tal des Luhačovický potok bei Luhačovice.

## Geschichte
Sehradice wurde im Jahr 1261 erstmals schriftlich erwähnt. Als deutsche Namen sind Sehraditz und 1939 Sechraditz dokumentiert. Im Jahr 1877 fiel der Großteil des Dorfes einem Brand zum Opfer.

## Sehenswürdigkeiten
- Kreuz aus dem Jahr 1859